# Albiac (Haute-Garonne)
Albiac település Franciaországban, Haute-Garonne megyében. Lakosainak száma 229 fő (2022. január 1.). Albiac Loubens-Lauragais, Caraman, Le Faget, Mascarville és La Salvetat-Lauragais községekkel határos.

## Népesség
A település népességének változása:
| Lakosok száma | 116  | 120  | 137  | 190  | 200  | 205  | 210  | 221  | 226  | 229  |
|               | 1968 | 1982 | 1990 | 2006 | 2013 | 2015 | 2017 | 2019 | 2020 | 2022 |